# 부산금정소방서
부산금정소방서(釜山金井消防署, Busan Geumjeong Fire Station)는 부산광역시 금정구, 부산광역시 동래구, 부산광역시 해운대구를 관할하는 부산광역시 소방안전본부 산하의 소방서이다.
소방서장은 소방정으로 보한다.

## 조직
| - 소방행정과 - 소방행정계 - 예산장비계 | - 재난대응과 - 방호계 - 구조구급계 - 지휘조사1·2·3팀 | - 예방안전과 - 안전지도계 - 소방민원계 |

## 관할센터 및 관할구역
부산금정소방서는 5개의 119안전센터와 1개의 구조대를 산하에 두고 있다.
| 명칭                     | 사진 | 주소                   | 관할구역                                     | 지역대 |
| ------------------------ | ---- | ---------------------- | -------------------------------------------- | ------ |
| 부곡119안전센터          |      | 금정구 중앙대로 1789   | 금정구 부곡1·2·3·4동, 장전1·2·3동, 구서1동   |        |
| 서동119안전센터          |      | 동래구 반송로 331      | 금정구 서1·2·3동, 금사동, 동래구 명장2동     |        |
| 남산119안전센터          |      | 금정구 두실로 46       | 금정구 구서2동, 남산동, 청룡노포동, 선두구동 |        |
| 반송119안전센터          |      | 해운대구 아랫반송로 10 | 해운대구 반송1·2·3동                         |        |
| 산성산악119안전센터      |      | 금정구 산성로 396      | 금성동                                       |        |
| 부산금정소방서 119구조대 |      | 금정구 중앙대로 1789   | 부산광역시 금정구, 동래구, 해운대구          |        |

## 사건사고
- 범어사 천왕문 화재 사건

## 같이 보기
- 대한민국 소방청
- 대한민국의 소방
- 소방관 계급